# كفر البتانون
كفر البتانون إحدى قرى مركز شبين الكوم التابع لمحافظة المنوفية بجمهورية مصر العربية.

## السكان
بلغ عدد سكان كفر البتانون 6,061 نسمة، حسب الإحصاء الرسمي لعام 2006.